# IC 3450
IC 3450 ist eine Spiralgalaxie vom Hubble-Typ Sd? im Sternbild Haar der Berenike am Nordsternhimmel. Sie ist schätzungsweise 309 Millionen Lichtjahre von der Milchstraße entfernt.
Das Objekt wurde am 23. März 1903 vom deutschen Astronomen Max Wolf entdeckt.